# Molèdes
Molèdes är en kommun i departementet Cantal i regionen Auvergne-Rhône-Alpes i mitten av Frankrike. Kommunen ligger  i kantonen Massiac som ligger i arrondissementet Saint-Flour. År 2022 hade Molèdes 78 invånare.

## Befolkningsutveckling
Antalet invånare i kommunen Molèdes
Referens:INSEE